# Дрейсиг, Вильгельм Фёдорович
Вильгельм Фёдорович Дрейсиг (?—1819) — профессор патологии и терапии Императорского Харьковского университета.

## Биография
Сын директора соляных заводов в Пруссии с 1787 году учился в Галльском университете. В 1793 году получил докторскую степень в Эрфуртском университете, защитив диссертацию «De ophtnalmia neonatorum». 
Работал в Саксонии — имел богатую медицинскую практику в различных городах. В это время им были изданы «Ручная книга патологии хронических болезней», «Ручная книга врачебной диагностики», «Ручная книга врачебной клиники» и др.
Затем был приглашён в Харьков, где с 1807 по 1819 годы был профессором кафедры патологии, терапии и клиники медицинского факультета Харьковского университета.
В 1811 году Дрейсиг был избран деканом медицинского факультета, но отказался. Однако в 1813—1815 годах он всё-таки исправлял эту должность. Кроме профессорских обязанностей на Дрейсиге лежали обязанности университетского врача. В 1814 году он стал первым директором открывшейся терапевтической университетской клиники.
Современники отмечали: «лекции читал на прекрасном латинском языке и, как хороший практический врач, имевший, несмотря на незнание русского языка, громадную практику, передавал много полезного своим немногочисленным слушателям в бедной клинической обстановке». Отмечались также выдающиеся качества его работ: «Руководство к патологии хронических болезней», «Руководство к врачебной диагностике и врачебной клинике».
Умер в 1819 году от обычной болезни тогдашнего Харькова — нервной лихорадки.